# CUS Verona
Il CUS Verona è il centro sportivo dell'Università degli Studi di Verona.
Fu fondato nel 1947 e vanta diverse discipline agonistiche le principali delle quali sono canoa, kendō, hockey in-line, pallacanestro, pallavolo, pattinaggio artistico a rotelle, scherma e triathlon.
Fino al 2016 era attiva anche una sezione di rugby a 15, il CUS Verona Rugby, il cui titolo sportivo è stato rilevato da un'altra società cittadina, il Verona Rugby.

## Discipline
Tra le discipline di squadra che maggiormente hanno contraddistinto l'attività del CUS Verona figurano la pallamano, l'hockey in-line e il rugby a 15; nella prima la polisportiva vanta i suoi migliori risultati assoluti a livello nazionale, avendo vinto lo scudetto della pallamano maschile nel 1971-72.
Nell'hockey in-line invece, la squadra, benché di relativamente recente costituzione (è nata nel 1996), ha sempre condotto campionati di vertice nelle serie inferiori, riuscendo nel 2012 a raggiungere la seconda divisione e, l'anno dopo, la prima.
A conferma delle buone prestazioni della squadra, già nel 2014-15 il CUS Verona giunse alla finale scudetto persa in gara-4 contro l'Hockey Club Milano 24 e ancora due stagioni più tardi, nel 2016-17, giunse alle semifinali di play-off per il titolo, vedendosi chiusa la corsa verso lo scudetto di nuovo da Milano. La sezione ha anche diverse categorie giovanili (U12, U14, U16).
Per quanto riguarda il rugby a 15 invece, pur non avendo mai raggiunto la massima divisione, il CUS Verona ha militato per diversi anni nella divisione cadetta e nel nuovo millennio si è di massima stabilizzata in tale categoria, riuscendo nel recente passato (2015 e 2017) a giungere fino agli spareggi di promozione in prima divisione; dal 2016 il titolo sportivo del CUS Verona è di proprietà del Rugby Verona S.S.D. che ha ereditato anche il terreno di gioco Gavagnin-Nocini; il trasferimento ad altra società aveva lo scopo di accorpare in un solo club tutte le attività seniores, juniores e femminili.

## Impianti
- centro polifunzionale "Fiorito" (Centro fitness scienze motorie)
- palestra scuola media Duca d'Aosta (corsi di Trx e Kettlebell, cross cardio, yoga)
- residenza Esu Borgo Roma (corsi fitness)
- palestra san Bernardino (arti marziali)
- centro sportivo Avesani (pattinaggio, hockey in-line)
- palazzetto Gavagnin (basket maschile e femminile e minibasket)
- palestra Scienze Motorie di Via Casorati (basket maschile e femminile e minibasket)
- pattinodromo comunale - VIa Carso (Hockey in line)